# 성기선 (1919년)
성기선(1919년 9월 2일~2002년 8월 24일)은 대한민국의 정치인이다. 제5대 국회의원을 지냈다.

## 역대 선거 결과
|  | 3.22% |

|  | 11.02% |

|  | 49.64% |

|  | 58.42% |

|  | 12.76% |

|  | 2.87% |